# The Amityville Terror
The Amityville Terror è un film del 2016 diretto da Michael Angelo.
Distribuito direct-to-video, si tratta del sedicesimo film della saga di Amityville.

## Trama
In un breve prologo vediamo un uomo e una donna che, nel cuore della notte, stanno fuggendo di casa. La donna però si ferma sulla soglia della dimora quando sente il figlio, apparentemente posseduto, pregarla di non lasciarlo. Nonostante l'uomo le ripeta che non è più loro figlio, la donna torna indietro e viene brutalmente uccisa dal bambino.
Jessica e Todd Jacobsen, insieme alla loro figlia adolescente Hailey, si trasferiscono a vivere in una casa ad Amityville che Shae, la sorella di Todd, ha appena acquistato. Quella sera, in seguito ad una discussione con i genitori, Hailey esce di casa infuriata ed osservando una finestra della casa vede un individuo alla finestra armato di un'accetta. Il giorno seguente Hailey esce a fare un giro in moto e in mezzo ai boschi fa conoscenza con alcuni ragazzi del posto. Intanto, mentre sta piantando alcune rose in giardino, Jessica trova una vecchia bambola sepolta sottoterra. Quella sera, mentre è nella vasca da bagno, Shae prova una strana esperienza, come se la sua carne stesse bruciando. Accorsi alle sue grida di aiuto, Jessica, Todd e Hailey constatano che la donna sta bene e che forse ha solamente avuto un'allucinazione.
Il giorno seguente, a scuola Hailey  stringe amicizia con Brett scatenandosi così contro le ire delle sue compagne di classe Theresa, Sally e Claire che iniziano a prenderla di mira con atti di bullismo. Quando più tardi la ragazza racconta a Brett quello che è capitato a sua zia, il giovane le rivela che nella casa dove lei vive è avvenuta una tragedia: un ragazzino di nome Jimmy Oberest ha annegato la sua sorellina nell'acido prima di uccidere i suoi genitori.
Quella stessa sera Mike, il meccanico capo di Todd, visto che usciva con Shae quando erano al college, si reca a trovare la donna. Sbirciando dalle finestre, l'uomo vede Shae con indosso solo biancheria intima ed in apparente stato confusionale dietro Jessica con in mano un bisturi. Intuito che qualcosa non va, Mike si reca a parlare immediatamente con Delilah McCallister, la gestore della proprietà, pregandola di mandare via Shae e la sua famiglia da quella casa. Delilah si rifiuta però di farlo. Più tardi, Hailey entra nella camera di sua zia Shae per osservare il quadro che la donna ha dipinto e trova, dentro una borsa appartenente a un certo Dr. Willis R. Cranston, il bisturi che sua zia ha usato per dipingere.
L'indomani, mentre è a scuola, Hailey si assopisce e sogna un uomo armato di accetta che tenta di ucciderla. Al lavoro, Mike intende parlare a Todd circa la casa dove vive, ma prima che possa farlo muore nell'incendio dell'officina che Todd inavvertitamente provoca. Mentre accade questo, Jessica scopre che le rose che ha piantato in giardino sono tutte morte e per rimuoverle si ferisce ripetutamente ricoprendosi di sangue.
Dopo aver fatto ricerche sul dottor Cranston, Hailey scopre che l'uomo è scomparso nel 2004 e che si tratta dell'uomo che nel sogno ha cercato di ucciderla. La ragazza rivela le sue scoperte a Brett e lui la porta da Jenny, una sua amica sensitiva, per farle dare una pietra con qualità protettive. Più tardi, mentre si trova in un bar Todd viene avvicinato da Delilah che cerca di sedurlo. Tornato a casa, Todd viene stranamente sedotto da sua moglie, che poi si rivela in realtà essere Shae che aveva assunto le sembianze di Jessica.
Jenny decide, seppur con riluttanza, di aiutare Hailey e la sua famiglia andando a casa loro per ripulirla liberarla dalle forze maligne che la occupano. Mentre sta praticando un rituale per rendere la camera di Hailey un luogo sicuro dove rifugiarsi in caso di manifestazioni occulte, Jenny viene attaccata da una forza soprannaturale e scaraventata fuori dalla finestra.
Hailey decide di rintracciare telefonicamente David, il fratello del dottor Willis. L'uomo informa la ragazza di non avere più avuto notizie del fratello da quando si trasferì ad Amityville e che fu la gestore della proprietà, Delilah McCallister, a dire che Willis se n'era andato via improvvisamente senza fornire altre spiegazioni. Dopo aver scoperto questo, Hailey entra di nascosto nella casa di Delilah dove trova uno schedario pieno di cartelle con i nomi delle famiglie che avevano affittato la proprietà di Amityville e sono scomparse. Sorpresa da Delilah, la ragazza fugge portando con sé alcune cartelle. Recatasi alla stazione di polizia, Hailey telefona a suo padre, dicendogli di prendere sua madre e sua zia e andar via da casa. Nel frattempo anche Jessica sembra essere intenzionata a lasciare subito la casa, ma Todd le dice che se ne andranno via il mattino seguente.
Hailey telefono anche a Brett informandolo di Delilah e dicendogli i suoi sospetti che lei sia un'assassina. Brett rivela allora alla ragazza che Jimmy Oberest e la sua famiglia praticavano la magia nera in quella casa e che forse coi loro riti hanno aperto un portale per l'Inferno. Il ragazzo informa anche Hailey che Delilah è la sorella minore di Jimmy Oberest, che al momento degli omicidi commessi da Jimmy si trovava in ospedale con la polmonite. Mentre è al telefono con Brett, Hailey vede due uomini trasportare il corpo di Jenny fuori dalla stazione di polizia e caricarlo nel bagagliaio di una macchina. Decisa a seguire i due uomini, la ragazza tronca la telefonata con Brett dandogli appuntamento entro un'ora presso la cabina nel bosco dove solitamente si radunano i giovani del luogo. A casa Shae, ormai completamente posseduta, attacca Jessica. Nel frattempo, mentre sta per uscire di casa, Brett viene fermato da Theresa e le sue amiche che gli dicono di aver fatto una scelta sbagliata.
Seguendo i due uomini, Hailey arriva ad un cimitero improvvisato dove trova una buca vuota con una rudimentale lapide con riportato il nome "Jacobsen". Giunte anch'esse al cimitero, Theresa e le sue amiche affrontano Hailey, rivelandole la natura della città e della sua gente. Esse spiegano che i cittadini devono "nutrire" la casa o altrimenti lo spirito malvagio che vive al suo interno verrà dopo a cercare loro. Hailey attacca Theresa e le sue amiche, uccidendone una mentre Theresa uccide l'altra per slealtà.
Theresa poi mostra ad Hailey la testa decapitata di Brett e poi si scaglia contro la ragazza. Le due ragazze si mettono a lottare finché Hailey riesce ad uccidere Theresa pugnalandola.
Tornata a casa, Hailey trova entrambi i genitori massacrati e Shae pronta ad uccidere anche lei. Scoperto che il cristallo che Jenny portava al collo - e che lei ha raccolto dopo la morte della ragazza - sembra nuocere a Shae posseduta, Hailey lo lega ad una freccia che poi spara sulla fronte di Shae, uccidendola. Hailey poi fugge dalla casa e presumibilmente anche dalla città.
Nell'epilogo, Delilah viene vista mostrare la casa alla famiglia uccisa nel prologo.

## Produzione
Il film è stato girato con un budget stimato di 500.000 dollari.

### Location
Sebbene ambientato ad Amityville, nello stato di New York, le riprese del film si sono in realtà svolte nel novembre 2016 in California, a Los Angeles, Murrieta, Valley Village e nella Simi Valley.
La casa usata per le riprese interne è la Woodbury-Story House ad Altadena, California, la stessa casa usata per gli interni del film del 1989 Amityville Horror - La fuga del diavolo.

## Distribuzione
La Uncork'd Entertainment ha distribuito The Amityville Terror in video on demand il 2 agosto 2016 e poi in DVD il 4 ottobre 2016.

## Accoglienza
Tex Hula ha classificato The Amityville Terror come il decimo miglior film della saga di Amityville che ha recensito per Ain't It Cool News, e ha affermato succintamente: "Il più blando e generico possibile. Personaggi noiosi. Le sub-trame vengono introdotte e rapidamente dimenticate. Ma sorprendentemente ha più sangue, sesso e nudità di qualsiasi altro film di Amityville. Tuttavia, questo non è abbastanza." Brandon Long di PopHorror è stato molto critico nei confronti di The Amityville Terror, definendolo "un'imitazione generica del film originale" prima di concludere: "L'unico elemento riscattabile di questo film sono alcune scene di morte brutalmente creative abbinate al deterioramento della sanità mentale di zia Shae." Kieran Fisher, in una recensione scritta per la rivista Scream,  era altrettanto sprezzante nei confronti del film, trovandolo "l'epitome del generico e dimenticabile" e consigliandone la visione "solo ai fan irriducibili del franchise."

## Curiosità
- La locandina del film mostra la "Phantom Manor", l'attrazione presente a Disneyland Paris. La casa mostrata nel film è invece completamente diversa.
- La locandina del film presenta la scritta "Based on horrifying true events" ("Basato su orribili eventi reali"), ma in realtà il film in questione non è basato su alcun evento realmente accaduto.